# Estrella TV
Estrella TV é uma rede de televisão voltado ao público latino nos Estados Unidos. Sua programação é majoritariamente em espanhol e conta com realities, jornalísticos, musicais e programas de humor. Atinge cerca de 68% das famílias norte-americanas hispano-falantes.
Sua sede é em Burbank, situada no estado da Califórnia. O presidente da emissora é Lenard Liberman, que também é CEO e vice-presidente executivo da Liberman Broadcasting (LBI), grupo proprietário da emissora. Hoje, o canal está presente em grandes cidades, seja por estações de baixa ou grande potência, além de estar disponível também em algumas operadoras de cabo (seja por uma de suas afiliadas ou mesmo pelo sinal gerador da rede).

## História
Tudo começou em 1998, quando a Liberman Broadcasting (que, até então, era proprietária de diversas estações de rádio voltadas ao público latino dos Estados Unidos) decide investir em televisão, graças a aquisição da KRCA, uma pequena emissora de televisão de Los Angeles, na Califórnia, que era afiliada ao famoso canal de vendas Shop at Home.
Com a compra da estação, em agosto daquele mesmo ano, a emissora passa a assumir uma programação independente. A grade se dividia entre conteúdo voltado para a população latina, com filmes mexicanos e séries americanas dubladas em espanhol e programas importados do Japão, o que se manteve até 2002, quando a Liberman resolveu apostar apenas no público hispânico.
Aos poucos, articulava-se a compra de outras emissoras e investia-se em produções originais. Uma das mais controversas delas sendo o reality show Gana la Verde. Com um estilo semelhante ao apresentado no Fear Factor (também conhecido como Hipertensão), o participante vencedor recebia assistência jurídica para conseguir um green card, o que provocou a ira dos mais diversos setores da sociedade. 
Tais investimentos refletiram resultado dez anos mais tarde: em 2008, em algumas praças, a rede independente já conseguia disputar a vice-liderança com a Telemundo em pelo menos cinco cidades.

### Formação de rede nacional
No dia 27 de janeiro de 2009, em uma convenção de televisão em Las Vegas, a LBI anuncia a Estrella TV: uma nova rede de televisão nacional que seria lançada ainda naquele ano. Uma decisão já esperada, mas que pegou a todos de surpresa por ser um ano de recessão econômica nos Estados Unidos. A estreia, programada para 1º de julho ocorreu três meses mais tarde, no dia 14 de setembro. Seguindo o formato já apresentado desde o caráter independente, a Estrella TV passava a disputar a audiência com a Univision, Telemundo, Telefutura e Azteca América.
Os resultados se mostraram cada vez mais positivos nos anos seguintes. Em 2012, ultrapassou a Azteca e conquistou o quatro lugar de audiência, com uma média de 200 mil telespectadores. Em 2013, foi a única das cinco redes a apresentar crescimento na audiência. Logo, seus programas começaram a figurar no ranking das 20 maiores audiências dos canais voltados ao público latino. Com a decadência da MundoFox, também conquistou um maior número de afiliadas. 

## Programação
A programação da Estrella TV é variada, a grande maioria do conteúdo apresentado são produções originais. A grande maioria sendo talk shows, realities, musicais e sitcoms. Dentre os programas mais famosos estão Noches Con Platanito (um talk show no estilo late-night apresentado por um palhaço), os realities Rica, Famosa, Latina e Tengo Talento, Mucho Talento e o programa Alarma TV, que mostra flagras realizados por câmeras de segurança (que já foi exibido no Brasil pelo SBT). 

Em seus primeiros anos, não se apostava em teledramaturgia, algo que só mudou em novembro de 2013, quando foi lançada a minissérie Jenni, baseada na história da cantora Jenni Rivera, morta em um trágico acidente aéreo no ano anterior. Com o fim da MundoMax, a EstrellaTV hoje mantém parceria com a RCN, transmitindo a comédia Las Vegas e com a Cisneros , que já garantiu não só a exibição da novela Rosario, como a expansão do sinal da emissora através do mundo.